# Xanthorhoe excelsissima
Xanthorhoe excelsissima là một loài bướm đêm trong họ Geometridae.